# Idodyandole
Idodyandole ist ein Verwaltungsbezirk (englisch Ward) des Distrikts Itigi in der tansanischen Region Singida.

## Geografie
Idodyandole ist ein Bezirk im nördlichen Zentralteil von Tansania etwa 40 Kilometer südöstlich der Distrikthauptstadt Itigi. Bei der Volkszählung 2022 lebten 19.722 Menschen in 2882 Haushalten auf einer Fläche von 497 Quadratkilometern.
Der Bezirk grenzt im Norden, Osten und Süden an den Distrikt Manyoni und sonst an zwei Bezirke des Distrikts Itigi:
| Aghondi | Manyoni                                     | Muhalala |
| Ipande  | Kompassrose, die auf Nachbargemeinden zeigt | Solya    |
|         | Chikola                                     | Sasajila |

## Gliederung
Der Bezirk besteht aus fünf Gemeinden (swahili Mtaa) mit 21 Orten (Kitongoji):
| Idodyandole - Nzegamira - Nzuguu - Madilbila - Mapanzi - Mvalankondo | Ipangamasasi - Ipangamasasi - Isugusugu - Fumbuka - Ntawila | Kashangu - Kashangu - Ibenamlundi - Milumbi | Jeje - Jeje A - Jeje B - Makambini | Mbugani - Mbugani A - Mbugani B - Chirejeo - Namba Mbili - Mchindoo - Wenzamtima |

## Infrastruktur
- Bildung: Die Idodyandole Secondary School ist eine staatliche weiterführende Tagesschule mit einer Ausbildung bis zur 4. Stufe.[8]
- Gesundheit: In der Gemeinde Idodyandole liegt eine staatliche Apotheke.[9]